# Trackback
Трекбек (trackback) — один з трьох типів зворотніх посилань (англ. linkbacks) для вебавторів, які розміщують зворотне посилання, якщо хтось посилається на їхній документ. Це дає можливість авторам не втрачати із виду ті сайти, що посилаються на їхній ресурс та статті. Деякі блог-платформи мають можливість автоматично відстежувати пінгбеки під час публікації статті. 

## Редирект 302 та 301
Ланцюжки 302 редиректів можуть не тільки блокувати, але і красти вже існуючу авторитетність сайту.